# Ammonius
Andrea Ammonio (Lucques, vers 1478 – Londres, 1517), de son nom de plume Ammonius, était le secrétaire particulier de Lord Montjoy. Erasme le tenait et haute estime, et leur correspondance est fournie. Dépêché en Angleterre par le pape, il travailla pour la chancellerie d'Henri VII d'Angleterre et fut chanoine prébendier de Salisbury.

## Biographie
Natif de l'une des plus anciennes familles de Lucques (celle des de Herena, ou parfois della Rena), il hellénisa son nom en "Ammonios". Il étudia de 1494 à 1498 sous la direction d’Oliverius Jontus de Monte Gallorum (Ispra) à l'Université de Bologne puis partit pour Rome. En 1506, il accompagne en Angleterre un émissaire du pape Jules II, Silvestro Gigli nommé évêque de  Worcester. En 1509 il devient le secrétaire particulier d'un important homme de cour, Lord Mountjoy, et dès 1511 est recruté par la chancellerie d'Henri VIII. Cette année-là, à Paris, Érasme présente un manuscrit dédicacé des poésies d’Ammonius à Lord Blount ; ce dernier trouva la dédicace excessive, et en demanda la correction ; sur ce, Erasme en entreprit l'édition imprimée.
Le 3 février 1512, il perçoit les prébendes de la cathédrale Saint-Etienne de Westminster, et sera par la suite nommé chanoine de Worcester. Plus tard dans l'année, il accompagne le corps expéditionnaire anglais en France, et assiste à la bataille des éperons. Il reçoit la citoyenneté anglaise le 12 avril 1514, et en 1515 le pape Léon X le nomme co-percepteur de la dîme en Angleterre (Ammonius était en concurrence avec Polydore Virgile pour ce poste). Ammonius n'avait pas quarante ans lorsqu'il mourut lors de l'épidémie de suette de 1517.
Les poésies d’Ammonius ont été re-publiées par Clemente Pizzi en 1958.